# Axiniphyllum
Axiniphyllum es un género de plantas con flores, perteneciente a la familia  Asteraceae. Comprende 6 especies descritas y  aceptadas.

## Taxonomía
El género fue descrito por George Bentham y publicado en Hooker's Icones Plantarum 12: 16, t. 1118. 1872. La especie tipo es: Axiniphyllum corymbosum Benth.	

## Especies aceptadas
A continuación se brinda un listado de las especies del género Axiniphyllum aceptadas hasta julio de 2012, ordenadas alfabéticamente. Para cada una se indica el nombre binomial seguido del autor, abreviado según las convenciones y usos.
- Axiniphyllum corymbosum Benth.
- Axiniphyllum durangense B.L.Turner
- Axiniphyllum pinnatisectum (Paul G.Wilson) B.L.Turner
- Axiniphyllum sagittalobum B.L.Turner
- Axiniphyllum scabrum (Zucc.) S.F.Blake
- Axiniphyllum tomentosum Benth.